# Piragüismo en los Juegos Paralímpicos de París 2024
El Piragüismo en los Juegos Paralímpicos de París 2024 se llevó a cabo del 6 al 8 de septiembre en el Vaires-sur-Marne Nautical Stadium de la Isla de Francia y contó con la participación de 100 atletas en masculino y femenino.

## Resultados

### Masculino
| Evento | Oro                      | Plata                 | Bronce                   |
| ------ | ------------------------ | --------------------- | ------------------------ |
| Kayak  |                          |                       |                          |
| KL1    | Péter Pál Kiss           | Luis Cardoso da Silva | Rémy Boullé              |
| KL2    | Curtis McGrath           | David Phillipson      | Mykola Syniuk            |
| KL3    | Brahim Guendouz          | Dylan Littlehales     | Miquéias Elias Rodrigues |
| Va'a   |                          |                       |                          |
| VL2    | Fernando Rufino de Paulo | Igor Tofalini         | Steven Haxton            |
| VL3    | Vladyslav Yepifanov      | Jack Eyers            | Peter Cowan              |

### Femenino
| Evento | Oro                   | Plata            | Bronce          |
| ------ | --------------------- | ---------------- | --------------- |
| Kayak  |                       |                  |                 |
| KL1    | Katherinne Wollermann | Maryna Mazhula   | Edina Müller    |
| KL2    | Charlotte Henshaw     | Emma Wiggs       | Anja Adler      |
| KL3    | Laura Sugar           | Nélia Barbosa    | Felicia Laberer |
| Va'a   |                       |                  |                 |
| VL2    | Emma Wiggs            | Brianna Hennessy | Susan Seipel    |
| VL3    | Charlotte Henshaw     | Hope Gordon      | Zhong Yongyuan  |

## Medallero
| Núm. | País                          | Oro | Plata | Bronce | Total |
| ---- | ----------------------------- | --- | ----- | ------ | ----- |
| 1    | Reino Unido (GBR)             | 4   | 4     | 0      | 8     |
| 2    | Brasil (BRA)                  | 1   | 2     | 1      | 4     |
| 3    | Australia (AUS)               | 1   | 1     | 1      | 3     |
| 3    | Ucrania (UKR)                 | 1   | 1     | 1      | 3     |
| 5    | Argelia (ALG)                 | 1   | 0     | 0      | 1     |
| 5    | Chile (CHI)                   | 1   | 0     | 0      | 1     |
| 5    | Hungría (HUN)                 | 1   | 0     | 0      | 1     |
| 8    | Francia (FRA)                 | 0   | 1     | 1      | 2     |
| 9    | Canadá (CAN)                  | 0   | 1     | 0      | 1     |
| 10   | Alemania (GER)                | 0   | 0     | 3      | 3     |
| 11   | Estados Unidos (USA)          | 0   | 0     | 1      | 1     |
| 11   | Nueva Zelanda (NZL)           | 0   | 0     | 1      | 1     |
| 11   | República Popular China (CHN) | 0   | 0     | 1      | 1     |